# Fatou Dieng
Fatou Dieng (18 de setembro de 1983) é uma basquetebolista senegalesa e possui cidadania francesa.

## Carreira
Fatou Dieng integrou a Seleção Senegalesa de Basquetebol Feminino, na Rio 2016, que terminou na décima segunda posição.